# Bogusławka
Bogusławka (biał. Багуслаўка, Bahusłauka; ros. Богуславка, Bogusławka) – wieś na Białorusi, w obwodzie brzeskim, w rejonie małoryckim, w sielsowiecie Hwoźnica.

## Historia
W dwudziestoleciu międzywojennym leżała w Polsce, w województwie poleskim, w powiecie brzeskim, w gminie Ołtusz. Po II wojnie światowej w granicach Związku Sowieckiego. Od 1991 w niepodległej Białorusi.